# Seelen
Pour les articles homonymes, voir Seelen (homonymie).
Seelen est une municipalité allemande située dans le land de Rhénanie-Palatinat et l'arrondissement du Mont-Tonnerre.